# Miconia cipoensis
Miconia cipoensis är en tvåhjärtbladig växtart som beskrevs av Renato Goldenberg. Miconia cipoensis ingår i släktet Miconia och familjen Melastomataceae. Inga underarter finns listade i Catalogue of Life.